# ۱۰۰ سال… ۱۰۰ هیجان به انتخاب بفا
۱۰۰ سال... ۱۰۰ هیجان بفا قسمتی است از مجموعه‌های ۱۰۰ سال به انتخاب بفا که در آن فهرستی از ۱۰۰ فیلم هیجان‌انگیز سینمای آمریکا تهیه شده‌است. این لیست در ۱۲ ژوئن ۲۰۰۱ توسط بنیاد فیلم آمریکا (به انگلیسی: American Film Institute) در برنامه‌ای از شبکهٔ سی‌بی‌اس با اجرای هریسون فورد رونمایی شد.

## فهرست فیلم‌ها
| #    | فیلم                                 | سال  |
| ---- | ------------------------------------ | ---- |
| ۱.   | روانی                                | ۱۹۶۰ |
| ۲.   | آرواره‌ها                             | ۱۹۷۵ |
| ۳.   | جن‌گیر                                | ۱۹۷۳ |
| ۴.   | شمال از شمال غربی                    | ۱۹۵۹ |
| ۵.   | سکوت بره‌ها                           | ۱۹۹۱ |
| ۶.   | بیگانه                               | ۱۹۷۹ |
| ۷.   | پرندگان                              | ۱۹۶۳ |
| ۸.   | ارتباط فرانسوی                       | ۱۹۷۱ |
| ۹.   | بچهٔ رزماری                           | ۱۹۶۸ |
| ۱۰.  | مهاجمان صندوق گمشده                  | ۱۹۸۱ |
| ۱۱.  | پدرخوانده                            | ۱۹۷۲ |
| ۱۲.  | کینگ کونگ                            | ۱۹۳۳ |
| ۱۳.  | بانی و کلاید                         | ۱۹۶۷ |
| ۱۴.  | پنجره پشتی                           | ۱۹۵۴ |
| ۱۵.  | بازماندگان                           | ۱۹۷۲ |
| ۱۶.  | محلهٔ چینی‌ها                          | ۱۹۷۴ |
| ۱۷.  | کاندیدای منچوری                      | ۱۹۶۲ |
| ۱۸.  | سرگیجه                               | ۱۹۵۸ |
| ۱۹.  | فرار بزرگ                            | ۱۹۶۳ |
| ۲۰.  | نیمروز                               | ۱۹۵۲ |
| ۲۱.  | پرتقال کوکی                          | ۱۹۷۱ |
| ۲۲.  | راننده تاکسی                         | ۱۹۷۶ |
| ۲۳.  | لورنس عربستان                        | ۱۹۶۲ |
| ۲۴.  | غرامت مضاعف                          | ۱۹۴۴ |
| ۲۵.  | تایتانیک                             | ۱۹۹۷ |
| ۲۶.  | شاهین مالت                           | ۱۹۴۱ |
| ۲۷.  | جنگ ستارگان اپیزود چهارم: امیدی تازه | ۱۹۷۷ |
| ۲۸.  | جذابیت مرگبار                        | ۱۹۸۷ |
| ۲۹.  | درخشش                                | ۱۹۸۰ |
| ۳۰.  | شکارچی گوزن                          | ۱۹۷۸ |
| ۳۱.  | برخورد نزدیک از نوع سوم              | ۱۹۷۷ |
| ۳۲.  | بیگانگان در ترن                      | ۱۹۵۱ |
| ۳۳.  | فراری                                | ۱۹۹۳ |
| ۳۴.  | شب شکارچی                            | ۱۹۵۵ |
| ۳۵.  | پارک ژوراسیک                         | ۱۹۹۳ |
| ۳۶.  | بولیت                                | ۱۹۶۸ |
| ۳۷.  | کازابلانکا                           | ۱۹۴۲ |
| ۳۸.  | بدنام                                | ۱۹۴۶ |
| ۳۹.  | جان سخت ۱                            | ۱۹۸۸ |
| ۴۰.  | ۲۰۰۱: اودیسه فضایی                   | ۱۹۶۸ |
| ۴۱.  | هری خبیث                             | ۱۹۷۱ |
| ۴۲.  | نابودگر                              | ۱۹۸۴ |
| ۴۳.  | جادوگر شهر از                        | ۱۹۳۹ |
| ۴۴.  | ئی. تی. موجود فرازمینی               | ۱۹۸۲ |
| ۴۵.  | نجات سرباز رایان                     | ۱۹۹۸ |
| ۴۶.  | کری                                  | ۱۹۷۶ |
| ۴۷.  | حمله جسددزدها                        | ۱۹۵۶ |
| ۴۸.  | ام را به نشانه مرگ بگیر              | ۱۹۵۴ |
| ۴۹.  | بن هور                               | ۱۹۵۹ |
| ۵۰.  | ماراتن من                            | ۱۹۷۶ |
| ۵۱.  | گاو خشمگین                           | ۱۹۸۰ |
| ۵۲.  | راکی                                 | ۱۹۷۶ |
| ۵۳.  | داستان عامه‌پسند                      | ۱۹۹۴ |
| ۵۴.  | بوچ کسیدی و ساندنس کید               | ۱۹۶۹ |
| ۵۵.  | تا تاریکی صبر کن                     | ۱۹۶۷ |
| ۵۶.  | فرانکنشتاین                          | ۱۹۳۱ |
| ۵۷.  | همهٔ مردان رئیس جمهور                 | ۱۹۷۶ |
| ۵۸.  | پل رودخانه کوای                      | ۱۹۵۷ |
| ۵۹.  | سیارهٔ میمون‌ها                        | ۱۹۶۸ |
| ۶۰.  | حس ششم                               | ۱۹۹۹ |
| ۶۱.  | تنگهٔ وحشت                            | ۱۹۶۲ |
| ۶۲.  | اسپارتاکوس                           | ۱۹۶۰ |
| ۶۳.  | چه بر سر بیبی جین آمد؟               | ۱۹۶۲ |
| ۶۴.  | نشانی از شر                          | ۱۹۵۸ |
| ۶۵.  | دوازده مرد خبیث                      | ۱۹۶۷ |
| ۶۶.  | ماتریکس                              | ۱۹۹۹ |
| ۶۷.  | گنج‌های سیرا مادره                    | ۱۹۴۸ |
| ۶۸.  | هالووین                              | ۱۹۷۸ |
| ۶۹.  | این گروه خشن                         | ۱۹۶۹ |
| ۷۰.  | بعدازظهر سگی                         | ۱۹۷۵ |
| ۷۱.  | پنجه طلایی                           | ۱۹۶۴ |
| ۷۲.  | جوخه                                 | ۱۹۸۶ |
| ۷۳.  | لورا                                 | ۱۹۴۴ |
| ۷۴.  | بلید رانر                            | ۱۹۸۲ |
| ۷۵.  | مرد سوم                              | ۱۹۴۹ |
| ۷۶.  | تلما و لوییز                         | ۱۹۹۱ |
| ۷۷.  | نابودگر ۲: روز داوری                 | ۱۹۹۱ |
| ۷۸.  | چراغ گاز                             | ۱۹۴۴ |
| ۷۹.  | هفت دلاور                            | ۱۹۶۰ |
| ۸۰.  | ربه‌کا                                | ۱۹۴۰ |
| ۸۱.  | طالع نحس                             | ۱۹۷۶ |
| ۸۲.  | روزی که دنیا از حرکت بازماند         | ۱۹۵۱ |
| ۸۳.  | شبح اپرا                             | ۱۹۲۵ |
| ۸۴.  | پولترگیست                            | ۱۹۸۲ |
| ۸۵.  | دراکولا                              | ۱۹۳۱ |
| ۸۶.  | تصویر دوریان گری                     | ۱۹۴۵ |
| ۸۷.  | چیزی از دنیای دیگر                   | ۱۹۵۱ |
| ۸۸.  | ۱۲ مرد خشمگین                        | ۱۹۵۷ |
| ۸۹.  | توپ‌های ناوارون                       | ۱۹۶۱ |
| ۹۰.  | ماجرای پوزیدون                       | ۱۹۷۲ |
| ۹۱.  | شجاع‌دل                               | ۱۹۹۵ |
| ۹۲.  | گرمای بدن                            | ۱۹۸۱ |
| ۹۳.  | شب مردگان زنده                       | ۱۹۶۸ |
| ۹۴.  | سندروم چین                           | ۱۹۷۹ |
| ۹۵.  | غلاف تمام‌فلزی                        | ۱۹۸۷ |
| ۹۶.  | مخمل آبی                             | ۱۹۸۶ |
| ۹۷.  | ایمنی مهم نیست                       | ۱۹۲۳ |
| ۹۸.  | خون ساده                             | ۱۹۸۴ |
| ۹۹.  | سرعت                                 | ۱۹۹۴ |
| ۱۰۰. | ماجراهای رابین هود                   | ۱۹۳۸ |

## معیارها
- فیلم بلند داستانی: فیلم باید فیلم روایتگر داستانی بوده و به طور معمول بیش از ۶۰ دقیقه باشد.
- فیلم آمریکایی: فیلم باید به زبان انگلیسی بوده و حاوی عناصر چشمگیر خلاقه و/یا مالی از محصولات ایالات متحده آمریکا باشد.
- فیلم‌های هیجانی: صرف نظر از ژانر، کل مجموعهٔ القای آدرنالین هنری فیلم و حرفه باید تجربه‌ای باشد به همان اندازه که بدنمان را تحت تأثیر قرار می‌دهد، در ذهنمان درگیری ایجاد کند.
- میراث: فیلم‌هایی که «هیجان‌شان» باعث روح‌بخشی و غنای میراث فیلم در امریکا می‌شود به طوری که به عنوان منبع الهامی برای هنرمندان معاصر و مخاطبان به حساب می‌آیند.